# Campeonato de Gales de Rugby 2017-18
El Campeonato de Rugby de Gales (Principality Premiership) de 2017-18 fue la vigésimo octava edición del principal torneo de rugby de Gales.

## Fase Zonal
- Puntos fase zonal, se agregan a la tabla final.
  - primer puesto = 8 puntos
  - segundo puesto = 7 puntos
  - tercer puesto = 6 puntos
  - cuarto puesto = 5 puntos
  - quinto puesto = 4 puntos
  - sexto puesto = 3 puntos
  - séptimo puesto = 2 puntos
  - octavo puesto = 1 puntos

### Zona Este
| Pos. | Equipo         | Encuentros | Encuentros | Encuentros | Encuentros | Tantos | Tantos | Tantos | PB | Puntos |
| Pos. | Equipo         | PJ         | PG         | PE         | PP         | F      | C      | Dif    | PB | Puntos |
| ---- | -------------- | ---------- | ---------- | ---------- | ---------- | ------ | ------ | ------ | -- | ------ |
| 1    | Merthyr        | 14         | 11         | 0          | 3          | 480    | 338    | 142    | 11 | 55     |
| 2    | Pontypridd     | 14         | 11         | 0          | 3          | 426    | 313    | 113    | 9  | 53     |
| 3    | Bedwas RFC     | 14         | 9          | 0          | 5          | 385    | 276    | 109    | 7  | 43     |
| 4    | Cardiff        | 14         | 7          | 0          | 7          | 339    | 323    | 16     | 6  | 34     |
| 5    | Newport        | 14         | 6          | 0          | 8          | 366    | 406    | -40    | 7  | 31     |
| 6    | Cross Keys RFC | 14         | 6          | 0          | 8          | 316    | 354    | -38    | 5  | 29     |
| 7    | Ebbw Vale      | 14         | 4          | 0          | 10         | 246    | 428    | -182   | 2  | 18     |
| 8    | Bargoed RFC    | 14         | 2          | 0          | 12         | 245    | 365    | -120   | 6  | 14     |

### Zona Oeste
| Pos. | Equipo               | Encuentros | Encuentros | Encuentros | Encuentros | Tantos | Tantos | Tantos | PB | Puntos |
| Pos. | Equipo               | PJ         | PG         | PE         | PP         | F      | C      | Dif    | PB | Puntos |
| ---- | -------------------- | ---------- | ---------- | ---------- | ---------- | ------ | ------ | ------ | -- | ------ |
| 1    | RGC 1404             | 14         | 11         | 1          | 2          | 375    | 294    | 81     | 6  | 52     |
| 2    | Llandovery RFC       | 14         | 10         | 0          | 4          | 313    | 195    | 118    | 8  | 48     |
| 3    | Carmarthen Quins RFC | 14         | 10         | 0          | 4          | 343    | 271    | 72     | 5  | 45     |
| 4    | Aberavon RFC         | 14         | 7          | 0          | 7          | 345    | 336    | 9      | 7  | 35     |
| 5    | Llanelli             | 14         | 6          | 0          | 8          | 304    | 368    | -64    | 8  | 32     |
| 6    | Bridgend             | 14         | 5          | 0          | 9          | 271    | 342    | -71    | 5  | 25     |
| 7    | Swansea              | 14         | 3          | 1          | 10         | 283    | 331    | -48    | 9  | 23     |
| 8    | Neath                | 14         | 3          | 0          | 11         | 254    | 351    | -97    | 4  | 16     |

## Fase Final
| Pos. | Equipo               | Encuentros | Encuentros | Encuentros | Encuentros | Tantos | Tantos | Tantos | PB | Puntos |
| Pos. | Equipo               | PJ         | PG         | PE         | PP         | F      | C      | Dif    | PB | Puntos |
| ---- | -------------------- | ---------- | ---------- | ---------- | ---------- | ------ | ------ | ------ | -- | ------ |
| 1    | Merthyr              | 15         | 13         | 0          | 2          | 477    | 263    | 214    | 11 | 71     |
| 2    | Pontypridd           | 15         | 12         | 0          | 3          | 457    | 327    | 130    | 7  | 62     |
| 3    | Llandovery RFC       | 15         | 12         | 0          | 3          | 391    | 310    | 81     | 8  | 63     |
| 4    | RGC 1404             | 15         | 9          | 1          | 5          | 513    | 328    | 185    | 12 | 58     |
| 5    | Carmarthen Quins RFC | 15         | 10         | 1          | 4          | 364    | 303    | 61     | 9  | 57     |
| 6    | Ebbw Vale            | 15         | 10         | 0          | 5          | 327    | 237    | 90     | 6  | 48     |
| 7    | Bedwas RFC           | 15         | 8          | 0          | 7          | 413    | 348    | 65     | 10 | 48     |
| 8    | Cardiff              | 15         | 7          | 0          | 8          | 394    | 352    | 42     | 10 | 43     |
| 9    | Newport              | 15         | 7          | 0          | 8          | 366    | 381    | -15    | 11 | 43     |
| 10   | Bridgend             | 15         | 8          | 0          | 7          | 319    | 336    | -17    | 4  | 39     |
| 11   | Cross Keys RFC       | 15         | 6          | 0          | 9          | 346    | 394    | -48    | 10 | 37     |
| 12   | Aberavon RFC         | 15         | 6          | 0          | 9          | 285    | 298    | -13    | 8  | 37     |
| 13   | Llanelli             | 15         | 6          | 0          | 9          | 399    | 485    | -86    | 8  | 36     |
| 14   | Swansea              | 15         | 2          | 0          | 13         | 255    | 472    | -217   | 6  | 16     |
| 15   | Bargoed RFC          | 15         | 2          | 0          | 13         | 231    | 484    | -253   | 4  | 13     |
| 16   | Neath                | 15         | 1          | 0          | 14         | 277    | 496    | -219   | 7  | 12     |

|  | Campeón. |

| Bandera de Gales |
| Campeón Merthyr  |
| Segundo título   |